# Ronnie Clayton
Ronald "Ronnie" Clayton (5. august 1934 - 29. oktober 2010) var en engelsk fodboldspiller (højre half og manager).
Clayton tilbragte stort set hele sin 21 år lange seniorkarriere hos Blackburn Rovers, som han repræsenterede fra 1950 til 1969. Han nåede at spille næsten 600 ligakampe for klubben, der i perioden flere gange rykkede op og ned mellem den bedste og næstbedste engelske række.
Clayton spillede desuden 35 kampe for det engelske landshold. Hans første landskamp var et opgør mod Nordirland 1. november 1955, hans sidste en kamp mod Jugoslavien 11. maj 1960. Han var en del af det engelske hold der deltog ved VM i 1958 i Sverige, og spillede én af landets fire kampe i turneringen.
Efter sin død fik Clayton opkaldt en tribune på Blackburn Rovers' hjemmebane, Ewood Park, efter sig.